# 합천 옥전 고분군
합천 옥전 고분군(陜川 玉田 古墳群)은 대한민국 경상남도 합천군 쌍책면 성산리에 있는 가야의 고분군이다. 1988년 7월 28일 대한민국의 사적 제326호 합천옥전고분군으로 지정되었고, 2011년 현재의 명칭으로 변경되었다.
가야 소국 중 하나인 다라국의 지배층이 묻힌 곳으로 추정된다. 1984년, 합천 황강 상류에 홍수 조절을 위한 댐 건설이 계획되면서 수몰 예정지였던 지역에서 유적 조사가 시작되었고, 그 결과 다수의 고분이 발견되었다. 이 고분군은 가야 고분 중에서도 특히 중요한 위치를 차지하며, 발굴된 유물들은 가야 시대의 정치적, 사회적 구조를 이해하는 데 중요한 단서를 제공한다.
옥전 고분군의 발굴은 1985년 본격적으로 시작되었으며, 당시 많은 고분이 도굴로 인해 훼손된 상태였지만, 여전히 중요한 유물들이 다수 출토되었다. 대표적인 유물로는 금속 장신구, 철제 무기, 갑옷, 말 장식품 등이 있으며, 특히 로만글라스로 만들어진 유리잔 파편이 발견되면서 학계에 큰 주목을 받았다. 이 유리잔은 신라와 일본에서 출토된 것과 유사한 유물로, 가야의 대외 교류와 정치적 영향력을 보여주는 중요한 증거로 여겨진다.
옥전 고분군의 고분들은 다른 가야 고분들과 마찬가지로 5세기 중엽에 갑작스럽게 규모가 커진다. 대성동 고분군의 마지막 단계에서 이어지는 고분들이 축조되는 것으로 보기도 한다. 조영제 등은 이를 통해 4세기 중반 이후 금관가야의 지배층 일부가 합천으로 이동해 새로운 정치적 중심지를 형성했을 가능성을 제기한다. 이러한 해석은 옥전 고분군이 가야사의 중요한 퍼즐 조각임을 보여주며, 당시 가야 연맹의 복잡한 정치적 상황을 이해하는 데 필수적인 자료를 제공한다.

## 개요
낙동강의 한 지류인 황강변 구릉에 있는 4세기에서 6세기 전반의 가야고분군이다. 고분은 1,000여 기에 이를 것으로 추정되며, 이 가운데 20∼30m의 지름을 가진 18기의 고분이 한 지역에 밀집되어 있다.
발굴조사에 의하면 덧널무덤(목곽묘), 구덩식 돌덧널무덤(수혈식 석곽묘), 구덩계 앞트임식 돌방무덤(수혈계 횡구식 석실묘), 굴식 돌방무덤(횡혈식 석실묘)이 조사되었다. 무덤 안에서는 토기류, 철제무기류, 갑옷마구류, 장신구류 등이 많이 나왔다.
귀고리와 목걸이의 화려한 장식과 세공기술이 발달되었음을 알 수 있다. 특히 M2호분에서는 2,000여개가 넘는 구슬이 발견되었고, 구슬을 직접 만들었음을 알려주는 옥마저석이 발견되었다. 23호분에서 출토된 관모는 맨 윗부분에 금동봉이 있어 국내에는 예가 없는 희귀한 자료로 평가된다.
무기류 중 둥근 고리 큰칼(환두대도)이 출토되었다. 특히 M3호에서는 최고 지배자의 상징인 용봉무늬와 봉황무늬, 용무늬가 새겨진 둥근 고리 큰칼이 4자루 출토 되었는데, 한 무덤에서 이렇게 많은 양이 발견된 것은 처음 있는 일이다. 35호분에서는 고식을 따른 상감장식이 된 것이 나와 환두대도의 기원 파악에 중요한 자료를 제공하고 있다.
투구는 총 13점이 출토되었는데 이중 A호분에서 나온 것은 전체를 금동제로 만들어 화려하게 한 것으로 평안북도 총오리 산성의 고구려 투구와 연관시켜볼 수 있는 중요한 자료이다. 갑옷은 최고 지배자의 권위를 상징하는 것으로 5벌이 발견되었다. 이 가운데 68호분에서 발견된 철판 갑옷은 복천동 고분군외에는 아직 발견되지 않은 희귀한 갑옷으로, 같은 시기인 5세기 전반 일본의 갑옷과 함께 고대 갑옷연구에 중요한 자료가 된다. 말투구는 동아시아에서는 복천동고분 1점과 일본에서 발견된 2점만이 확인되었으나, 옥전고분군에서 5점이 출토되었다.
그 밖에 각 지역의 최고 수장급 고분에서만 출토되는 기꽂이가 M3호분에서 2점이 출토되어 고구려 문화의 전파와 영향이 있었음을 알 수 있다. M3호분에서는 관 아래에 130여 개의 도끼(주조철부)를 깔았으며, 28호분에서는 칼을 관 아래에 깔아 무덤 주인의 부와 권위를 나타내는 독특한 현상을 보여주고 있다.
옥전고분군은 최고 수장급의 고분에서 발견되는 유물이 거의 망라되어 있는 가야 지배자의 무덤으로, 용봉환두대도나 철제갑옷, 금동장투구, 철제말투구에서 가야문화뿐만 아니라 우리나라 고분 문화의 정수를 보여주는 매우 귀중한 자료로 평가된다. 또한 이들은 고구려문화와 밀접한 관계를 맺고 있어 삼국시대 정세와 일본을 비롯한 동아시아 문화를 연구하는데 중요한 자료로서 그 가치를 인정받고 있다.

## 출토 유물
- 합천 옥전 M3호분 출토 고리자루 큰 칼 일괄 - 보물 제2042호
- 합천 옥전 28호분 출토 금귀걸이 - 보물 제2043호
- 합천 옥전 M4호분 출토 금귀걸이 - 보물 제2044호
- 합천 옥전 M6호분 출토 금귀걸이 - 보물 제2045호

## 참고 자료
- 합천 옥전 고분군 - 국가유산청 국가유산포털